# Mercedes Revenga
Sonia Mercedes Revenga de la Rosa es una reina de belleza venezolana nacida en Caracas el 21 de enero de 1946. Fue la ganadora de la XI edición del concurso Miss Venezuela, que se realizó en el Teatro París (hoy Teatro La Campiña) de Caracas el 27 de mayo de 1964. Fue coronada por Irene Morales, "Miss Venezuela 1963". Para entrar al concurso mintió sobre su edad ya que era menor de edad (17 años). Actualmente está retirada de la vida pública y vive en la ciudad de Lechería en Anzoátegui al oriente del país.

## Miss Venezuela 1964
Al momento del concurso Mercedes Revenga era bachiller en Humanidades y Ciencias. Representó al estado Miranda en el concurso, destacando entre las demás candidatas. Su prima hermana por parte de madre, Bella La Rosa de la Rosa, fue Miss Venezuela 1970.

## Cuadro final de Miss Venezuela 1964
- Mercedes Revenga de la Rosa, Miss Miranda (ganadora)
- Mercedes Hernández Nieves, Miss Portuguesa (primera finalista)
- Lisla Silva Negrón, Miss Zulia (segunda finalista)
- Gloria Requena, Miss Bolívar (tercera finalista)
- Hildegard Rodríguez Velásquez, Miss Nueva Esparta (cuarta finalista)

## Participación en el Miss Universo
El 1 de agosto Mercedes Revenga participó en el Miss Universo, el que realizó en el Miami Beach Auditorium de Miami Beach, Florida, Estados Unidos. Fue la primera de las 15 semifinalistas de este concurso.
Antes de ir al Miss Universo ya había ganado el Miss Sonrisa en Lima, Perú y el Miss Caribe en República Dominicana.

## Hospitalización en la Clínica El Ávila
En 1966 Mercedes volvió a ser noticia tras haber sido hospitalizada en la habitación 405 de la Clínica El Ávila con un disparo en el pecho. El proyectil calibre 22 se alojó en el pecho y requirió varias operaciones. La prensa de sucesos especuló si fue un intento de suicidio, pero la duda nunca se aclaró.